# Хайдахер, Герхард
Герхард Хайдахер (нем. Gerhard Haidacher, 29 апреля 1963, Инсбрук, Тироль) — австрийский бобслеист, разгоняющий, выступавший за сборную Австрии в конце 1980-х — начале 1990-х годов. Участник двух зимних Олимпийских игр, чемпион Альбервиля, серебряный призёр чемпионата мира.

## Биография
Герхард Хайдахер родился 29 апреля 1963 года в Инсбруке, федеральная земля Тироль. Выступать в бобслее на профессиональном уровне начал в середине 1980-х годов и с самого начала стал показывать неплохие результаты, попал в качестве разгонящего в национальную команду Австрии. 
Основные успехи в карьере Хайдахера связаны с пилотом Инго Аппельтом, вместе они ездили защищать честь страны на Олимпийские игры 1992 года в Альбервиль, где их команда завоевала золотые медали в программе четырёхместных экипажей. На Игры 1994 года в Лиллехаммер поехал уже в составе четвёрки пилота Хуберта Шёссера, но по результатам всех заездов оказался на четвёртом месте.
Помимо всего прочего, Герхард Хайдахер имеет в послужном списке серебряную медаль мирового первенства, выигранную в 1993 году в Иглсе. Неоднократно занимал призовые места на различных этапах Кубка мира, побеждал на чемпионате Австрии.